# Гасанов, Магомедкади Набиевич
Магомедкади Наби́евич Гаса́нов (род. 21 ноября 1962, Леваши, Левашинского района, Дагестанская АССР, СССР) — российский политический деятель. Депутат Государственной Думы третьего созыва, четвёртого созыва, пятого созыва и шестого созывов. Член комитета ГД по вопросам собственности. Член комиссии ГД по вопросам депутатской этики. 

## Биография
Родился в Дагестане 21 ноября 1962 года. По национальности — даргинец. Окончил Дагестанский государственный университет им. В.И. Ленина (1985) и Российскую академию государственной службы при Президенте Российской Федерации (2003).

## Семья
- Брат — Гасанов, Джамаладин Набиевич, депутат Государственной Думы ФС РФ (фракция Единая Россия).
- Дядя — Амиров, Саид Джапарович, отстраненный и приговорённый к пожизненному заключению мэр г. Махачкалы.

## Награды
- Медаль ордена «За заслуги перед Отечеством» II степени (8 ноября 2007 года) — за заслуги в законотворческой деятельности, укреплении и развитии российской государственности[1]
- Медаль «МПА СНГ. 25 лет» (27 марта 2017 года, Межпарламентская ассамблея СНГ) — за заслуги в деле развития и укрепления парламентаризма, за вклад в развитие и совершенствование правовых основ функционирования Содружества Независимых Государств, укрепление международных связей и межпарламентского сотрудничества[2]
- Почётная грамота Совета МПА СНГ (27 ноября 2014 года, Межпарламентская ассамблея СНГ) — за активное участие в деятельности Межпарламентской Ассамблеи и её органов, вклад в укрепление дружбы между народами государств — участников Содружества Независимых Государств[3]